# Pentas
A Pentas a tárnicsvirágúak (Gentianales) rendjébe és a buzérfélék (Rubiaceae) családjába tartozó nemzetség.

## Előfordulásuk
A Pentas-fajok eredeti előfordulási területe Afrika, az Arab-félsziget nagy része és az Afrikához közeli indiai-óceáni szigetek. Afrikában a Szahara legnagyobb részéről, valamint ugyanennek kontinensnek a délnyugati részéről hiányzanak. Elszigetelve Guineában is megtalálható ez a növénynemzetség. Kolumbiába, az indonéziai Jávára és néhány más szigetre is betelepítették.

## Rendszerezés
A nemzetségbe az alábbi 16 faj tartozik:
- Pentas angustifolia (A.Rich.) Verdc.
- Pentas arvensis Hiern
- Pentas caffensis Chiov.
- Pentas cleistostoma K.Schum.
- Pentas glabrescens Baker
- Pentas herbacea (Hiern) K.Schum.
- lándzsás tenyérvirág vagy egyiptomi csillagcsokor (Pentas lanceolata) (Forssk.) Deflers - típusfaj
- Pentas micrantha Baker
- Pentas nervosa Hepper
- Pentas pauciflora Baker
- Pentas pubiflora S.Moore
- Pentas purpurea Oliv.
- Pentas purseglovei Verdc.
- Pentas suswaensis Verdc.
- Pentas tibestica Quézel
- Pentas zanzibarica (Klotzsch) Vatke